# Cee Lo Green
Pour les articles homonymes, voir Callaway et Green.
Cee Lo Green, nom de scène de Thomas DeCarlo Callaway, né le 30 mai 1974 à Atlanta, en Géorgie, est un auteur-compositeur-interprète, producteur et rappeur américain évoluant aussi bien dans le rap, le funk, le RnB ou la soul.
Green se produit tout d'abord au sein du groupe Goodie Mob puis plus tard du duo Gnarls Barkley, aux côtés du producteur Danger Mouse. Il se lance plus tard dans une carrière en solo, en particulier aidé par YouTube. À l'international, Green est mieux connu pour sa musique soul : son succès planétaire s'intitule Crazy, publié en 2006, qui atteint la première place de divers classements musicaux. Aux États-Unis, Crazy atteint la deuxième place du Billboard Hot 100. Son album St. Elsewhere (2006), est également un succès, atteignant la première place de l'UK Albums Chart, et la quatrième place du Billboard 200.
En 2010, Green se sépare de Danger Mouse et publie un single solo intitulé Fuck You! le 19 août. Ses deux nouveaux singles It's OK et Bright Lights Bigger City sont également des succès en Europe. Entre 2011 et 2014, Green est juge et coach de l'émission américaine The Voice.

## Biographie

### Jeunesse
Green est né à Atlanta, en Géorgie. Il étudie à la Riverside Military Academy, une école pour garçons située à Gainesville. Son père meurt alors que Green n'a que deux ans. Sa mère, Sheila J. Tyler-Callaway, pompier de profession,, devient paralysée après un accident de voiture, et meurt deux ans après les événements lorsque Green est âgé de 18 ans.
Après le décès de sa mère, la carrière de Green avec Goodie Mob commence à connaître un tournant négatif. Il tombe dans une grave dépression, dont il s'inspire pendant une partie de sa carrière pour écrire des chansons comme Free de Goodie Mob, Just a Thought sur l'album St. Elsewhere, et She Knows et A Little Better sur l'album The Odd Couple,. Green parle aussi de sa mère dans la chanson Guess Who issue de l'album de Goodie Mob Soul Food. Dans le documentaire CeeLo Distilled, produit par Absolut et The Fader, Green explique que le décès de sa mère a clairement influencé sa carrière.

### Débuts et Goodie Mob (1991–2003)
Avec Big Gipp, T-Mo, et Khujo, Green devient membre du groupe Goodie Mob, originaire d'Atlanta. Il est le plus jeune des quatre membres. The Goodie Mob fait partie du collectif de rap Dungeon Family, qui fait également participer Outkast. Goodie Mob publie son premier album, Soul Food, en 1995. L'album est bien accueilli et représente la scène Dirty South. Par la suite, Green contribue à la chanson de TLC Waterfalls. Le deuxième album du groupe, Still Standing, est publié en 1998 et bien reçu par la presse spécialisée. Il a moins d'impact commercial que son prédécesseur, cependant. Green prendra le contrôle créatif du prochain album du groupe, World Party, publié en 1999.
Vers 1999, lors des sessions d'enregistrement de l'album World Party, Green quitte le groupe pour poursuivre une carrière en solo chez Arista Records et les membres restants continuent à jouer sous le nom de Goodie Mob chez Koch Records. La chanson Hold On de Big Boi de l'album Got Purp? Vol. 2 d'OutKast est la toute première chanson de Goodie Mob enregistrée avec les quatre membres depuis World Party. Green participe à l'album Supernatural de Santana publié en 1999. La carrière de Green chez Arista n'est que de courte durée ; il décide de quitter le label après deux albums à faible taux de ventes. Son premier album, Cee-Lo Green and His Perfect Imperfections (2002), est dans la veine des autres albums de Dungeon Family.

### Deuxième album et Gnarls Barkley (2004–2008)

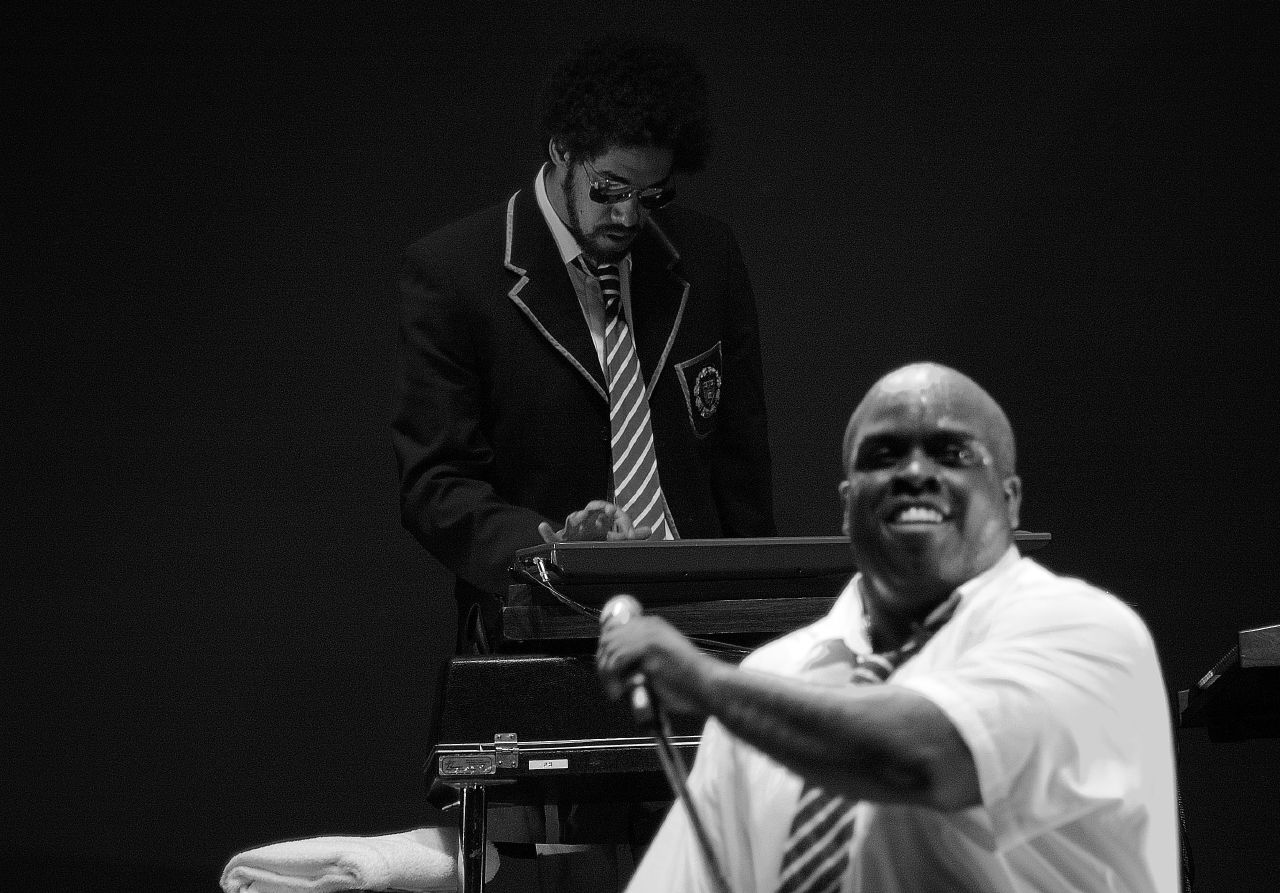
Green (devant) avec Danger Mouse (derrière).

Son deuxième album chez Arista, Cee-Lo Green... Is the Soul Machine (2004), explore un son plus orienté Dirty South, marqué par des collaborations avec « les meilleurs rappeurs de tous les temps » comme Ludacris, T.I., et Pharrell Williams. L'album débute à la deuxième place du Billboard Top R&B/Hip Hop Albums. Il est très bien accueilli et devient l'« un des albums les plus ambitieux, tous genres musicaux confondus. »
Aux côtés du DJ Danger Mouse, Green est membre du duo Gnarls Barkley. Green rencontre Danger Mouse à l'Université de Géorgie. Ils s'associent ensuite sur un remix de la chanson What U Sittin' On? de Danger Mouse et Jemini extraite de l'album Ghetto Pop Life, avant de travailler de nouveau sur la chanson Benzie Box extraite de l'album The Mouse and The Mask de Danger Doom.
Le premier album collaboratif de Gnarls Barkley, St. Elsewhere, est publié le 24 avril 2006 au Royaume-Uni, et le 2 mai 2006 aux États-Unis. St. Elsewhere et le single Crazy atteignent la première place des classements britanniques. Crazy est le premier single à atteindre les classements britanniques grâce au nombre de téléchargements, et est élu par Rolling Stone de « meilleure chanson de la décennie », ce qui en fait le meilleur succès de Green en date. Un deuxième album de Gnarls Barkley, The Odd Couple, est publié en mars 2008. Son premier single, Run (I'm a Natural Disaster), est publié en janvier 2009.
Voyant le succès acquis grâce à Gnarls Barkley, Arista et Legacy publient une compilation des 17 meilleures chansons de Green, intitulé Closet Freak: The Best of Cee-Lo Green the Soul Machine. Il contient en premier lieu des chansons en solo de Green et plusieurs chansons de Goodie Mob. Son What Part of Forever est inclus dans la bande-son du film The Twilight Saga: Eclipse. En 2008, il réédite Kung Fu Fighting avec Jack Black pour le film d'animation Kung Fu Panda (Jack Black étant l’interprète de Po dans la version originale du film).

### The Lady Killeret tournées (2009–2011)
Le 14 août 2010, Green publie le single Fuck You! sur YouTube. Fuck You! devient immédiatement un succès viral, avec deux millions de vues en moins de deux semaines. Deux semaines plus tard, le 1er septembre, CeeLo publie le clip officiel du titre sur YouTube. Fuck You se classe premier des classements britanniques, dépassant le titre Shame de Robbie Williams et Gary Barlow. Le 1er décembre 2010, CeeLo est nommé cinq fois au Grammy pour Fuck You!, qui est certifié disque d'or aux États-Unis et au Danemark. Le single est certifié disque de platine au Canada, en Nouvelle-Zélande et au Royaume-Uni ; et multi-disque de platine en Australie.
En octobre 2010, Green publie sa première mixtape, Stray Bullets. Green se lance en tournée en 2010 et 2011 avec un groupe féminin, Scarlet Fever, composé de Sharon Aguilar, Brittany Brooks, Theresa Flaminio, et Regina Zernay Roberts, jouant pour Taratata, la BBC,,,, le Late Show with David Letterman, Symmetry Live Concert Series,, le 
Saturday Night Live,, une édition spéciale du Jimmy Kimmel Live! pour les Academy Awards, et autres.
Green publie aussi Forget You, une version morbide de Fuck You avec Gwyneth Paltrow à la 53e édition des Grammy Awards le 13 février 2011. Sa performance rend hommage à Elton John. Aux BRIT Awards 2011, deux jours plus tard, il fait un duo avec Joelle Bennett pour Fuck You,.
Peu après, Green se joint à Rihanna et J. Cole à la partie nord-américaine du Loud Tour de Rihanna en été 2011.
Le 14 août 2011, Green chante son titre Forget You au WWE SummerSlam. Il chante aussi aux Billboard Music Awards 2011.
CeeLo réédite son album The Lady Killer en édition platine le 28 novembre 2011.
Green publie et écrit Language of Love pour la bande-son de Sex and the City 2.

### Travaux récents et autobiographie (depuis 2012)
En mars 2012, Green joue pour le président américain Barack Obama. Il commence à chanter Fuck You avec les paroles originales, puis avec les paroles censurées. Green publie la chanson I Love Football en septembre 2012. Elle est sélectionnée par la National Football League comme thème du Thursday Night Football 2013.
Le 5 février 2013, Green publie la chanson Only You, en featuring avec Lauriana Mae, candidat au P. Diddy's Starmaker. Il est prévu pour le quatrième album de Green d'abord intitulé Girl Power. Le même mois, Green annule sa tournée CeeLo Green Presents Loberace. Entre juin et août 2014, Green part en tournée avec Lionel Richie pour le All the Hits All Night Long Tour,.
En janvier 2015, Green publie une mixtape-concept avec des chansons dérivées d'émissions télévisées, intitulé TV on the Radio. Le nouvel album de Green, Heart Blanche est prévu pour le 13 novembre 2015. Le single principal, Robin Williams, une chanson dédiée à l'acteur du même nom, est publié le 17 juillet 2015.

## Vie privée
Le 18 mars 2000, il se marie avec Christina Johnson, mère avant ce mariage de deux filles prénommées Sierra et Kalah, et aura un fils avec elle la même année, prénommé Kingston. Ils divorcent en 2005. Sierra a participé à l'émission de MTV My Sweet Sixteen pour ses 15 ans à Atlanta. Ce show met en scène de riches adolescents qui organisent leur anniversaire. En 2001, après une dispute avec Christina Johnson au cours de laquelle il a brisé l'une des vitres de leur voiture, il est arrêté pour avoir menacé sa femme.
Le 30 octobre 2012, Cee Lo est accusé d'agression sexuelle par une femme dans un restaurant de sushi ; le LAPD enquête sur l'affaire,.

## Discographie

### Albums studio
- 2002 : Cee-Lo Green and His Perfect Imperfections
- 2004 : Cee-Lo Green... Is the Soul Machine
- 2010 : The Lady Killer
- 2012 : Cee Lo's Magic Moment
- 2020 : CeeLo Green Is Thomas Callaway

### Compilation
- 2006 : Closet Freak: The Best of Cee-Lo Green the Soul Machine

### Singles
- 2008 : Kung Fu Fighting (feat. Jack Black) (reprise de Carl Douglas)
- 2010 : The Other Side de Bruno Mars (feat. Cee-Lo Green et B.o.B)
- 2010 : Fuck You!
- 2010 : It's OK
- 2011 : Bright Lights Bigger City
- 2011 : Nasty de Christina Aguilera et Cee Lo Green
- 2011 : Please de Selah Sue (feat. Cee-Lo Green)
- 2011 : I Wan't You
- 2020 : Lead Me

### Albums collaboratifs
- 1995 : Soul Food (avec Goodie Mob)
- 1998 : Still Standing (avec Goodie Mob)
- 1999 : World Party (avec Goodie Mob)
- 2001 : Even in Darkness (Avec la Dungeon Family (Organized Noize, OutKast, Goodie Mob, Society of Soul…)
- 2005 : Happy Hour (avec Jazze Pha ; non publié)
- 2006 : St. Elsewhere (avec Gnarls Barkley)
- 2008 : The Odd Couple (avec Gnarls Barkley)
- 2013 : Age Against the Machine (avec Goodie Mob)

Il a également participé à la musique de Coca-Cola, Open Happiness en 2009 aux côtés de Patrick Stump, Travis McCoy, Janelle Monáe, Brendon Urie et Butch Walker.

### Production et écriture
- 2004 : Necessary de Brandy (paroles)
- 2006 : Don't Cha des The Pussycat Dolls feat. Busta Rhymes (production)
- 2006 : Take Control d'Amerie (coproduit avec Mike Caren)
- 2006 : Lil' Star de Kelis (production/featuring)
- 2010 : The Other Side de Bruno Mars (coécrit avec Bruno Mars)

## Distinctions
- 2011 : Brit Awards
- 2011 : Soul Train Music Awards
- 2010 : Billboard Music Awards
- 6 Grammy Awards (2000; 2007; 2010; 2012)

Nominations
- Grammy Awards
- BET Awards 2011

## Filmographie

### Cinéma
- 2012 : Sparkle de Salim Akil : Présentateur
- 2012 : Hôtel Transylvanie (Hotel Transylvania) de Genndy Tartakovsky : Murray, la momie (voix)
- 2013 : New York Melody (Begin Again) de John Carney : Troublegum

### Télévision
- 2011 : American Dad ! (saison 8, épisode 1)
- 2013 : Anger Management (Saison 2, épisode 8)
- 2013 : Parenthood (Saison 3, épisode 6)
- 2020 : The Masked Singer (Saison 1, Royaume-Uni) : lui-même, déguisé en monstre